# Nemescsói András
Nemescsói András (Budapest, 1977. június 21. –) ügyvéd, a DLA Piper Posztl, Nemescsói, Györfi-Tóth és Társai Ügyvédi Iroda partnere, jogvitarendezési és szabályozási csoportjának vezetője, a Befektető-védelmi Alap (Beva) igazgatóságának elnöke, a Budapesti Értéktőzsde (BÉT) Tőzsdei Tanácsadó Testületének, illetve Kibocsátói Bizottságának a tagja, a Magyar Kereskedelmi és Iparkamara mellett működő Állandó Választottbíróság tagja.

## Tanulmányai
Középiskolai tanulmányait 1991 és 1995 között a Budakeszin működő Prohászka Ottokár Katolikus Gimnáziumban folytatta, ezt követően a Pázmány Péter Katolikus Egyetem Jog- és Államtudományi Karának hallgatója volt, ahol summa cum laude minősítéssel végzett 2000-ben.[forrás?] Egyetemi évei alatt a közgazdaság-tudomány (ezen belül is monetáris politika) és a jogtudomány egyformán érdekelte. 1997-től kutatómunkába kezdett, a Gazdasági és Monetáris Unió nemzeti állampapírpiacokra és az államadósság-kezelésre gyakorolt hatásának témájában; a kutatómunka alapján készült tanulmánya az OTDK közgazdaság-tudományi szekciója pénzügyi alszekciójában első helyezést ért el. A Magyar Tudományos Akadémia később ezt a kutatómunkát, illetve az egyetemi évek alatt kifejtett tudományos tevékenységét Pro Scientia Aranyérem kitüntetéssel honorálta.
2002-ben a milánói Universita Cattolica del Sacro Cuore, ASERI Postgraduate School of Economics and International Relations hallgatója volt, ahol közgazdaságtan és nemzetközi kapcsolatok szakon szerzett másoddiplomát.[forrás?]

## Szakmai tevékenysége
Tanulmányai befejezését követően a közigazgatásban, a Pénzügyi Szervezetek Állami Felügyeleténél (PSZÁF) helyezkedett el, a brókercégek ellenőrzési részlegének jogi szakértőjeként. Később a PSZÁF Kiemelt Tőkepiaci Intézmények és Folyamatok Felügyeleti Főosztályának helyettes vezetője lett, amelyet kiemelkedő jelentőségű, speciálisan hatékony eljárást igénylő helyzetek kezelésére hoztak létre. Vezetésével lezajlott a BÉT és a Központi Elszámolóház és Értéktár (KELER) első átfogó vizsgálata, illetve meghatározó szerepe volt az ún. „Pannonplast-ügy” (később: „K&H-brókerbotrány”) észlelésében és felderítésében.
A PSZÁF-tól 2004-ben távozott, majd ugyanebben az évben ügyvédi szakvizsgát tett és az akkor már dinamikusan növekvő DLA Piper globális ügyvédi iroda hálózat magyar irodájánál helyezkedett el, amely ma a DLA Piper Posztl, Nemescsói, Györfi-Tóth és Társai Ügyvédi Iroda nevet viseli. 2009-ben lett a DLA Piper nemzetközi partnere, amelynek jelenleg a magyarországi jogvitarendezési és szabályozási csoportját vezeti. A magyar piacon a Legal 500 nemzetközi jogi rangsor az egyik meghatározó, piacvezető tőkepiaci ügyvéd egyikeként tartja számon. 
A DLA Piper Posztl, Nemescsói, Györfi-Tóth és Társai Ügyvédi Iroda munkatársaként, többek között, 2007-től kezdve a JEREMIE Program jogi tanácsadójaként jár el, képviselte a Soros György tulajdonában álló Soros Fund Managementet egy a PSZÁF által árfolyam-befolyásolás miatt kiszabott felügyeleti bírság bírósági megtámadása során, a Magyar Államot több beruházásvédelmi nemzetközi választottbírósági eljárásban (ICSID) képviseli, a Magyar Nemzeti Bankot az MKB Bank szanálása és szanálási értékesítése kapcsán tanácsadóként segítette, illetve tanácsadói feladatokat lát el a Magyar Bankholding Zrt. létrehozása kapcsán is. Az Amerikai Kereskedelmi Kamarával (AmCham) együttműködve, aktívan támogat egy az üzleti átláthatósággal foglalkozó konferencia- és workshopsorozatot.
Tőkepiaci szakértői ismertsége és elismertsége folyományaként 2016-ban meghívást kapott a BÉT Tőzsdei Tanácsadó Testületébe, illetve Kibocsátói Bizottságába, 2016 júliusa óta pedig a Beva igazgatóságának elnöke. 2018-ban kinevezték a Magyar Kereskedelmi és Iparkamara mellett működő Állandó Választottbíróság tagjának, a pénz- és tőkepiaci szekcióba; hároméves tagságát 2021-ben újabb három évre, 2024-ig meghosszabbították. Időről időre előadóként vesz részt gazdasági jogi egyetemi képzéseken.

## Családja, érdeklődése
Nős (felesége Martonyi Zsuzsanna, Martonyi János volt külügyminiszter lánya), négy gyermek édesapja.[forrás?]

## Kiemelt publikációk
- Amit a vállalatfelvásárlásokról tudni kell (társszerző: Posztl András), portfolio.hu 2006. január 6
- Pénzügypolitika az ezredfordulón, SZTE Gazdaságtudományi Kar 2003. JATEPress, Szeged 74-95. o.
- Az EMU létrejöttének és az euró bevezetésének hatása az állampapírpiacra és az adósságkezelésre POLVAX, 1999, 2-3. szám
- Az EMU létrejötte és az euró bevezetése Bankszemle 42. évf. 11-12. sz. / 1998

## Szakmai tevékenység
- Legal 500 Capital Markets Hungary
- Chambers and Partners
- JEREMIE in Hungary
- IFLR 1000 The Guide to the World's Leading Financial Law Firms

## Ügyek
Soros-per
- ↑ index.hu, 2010.01.14.: Soros sokallja a félmilliárdot az OTP-ért. Index.hu, 2010. január 14. (Hozzáférés: 2010. január 14.)
- ↑ HVG.hu, 2010.01.13.: Fellebbezett a Soros Fund Management. HVG.hu, 2010. január 13. (Hozzáférés: 2010. január 13.)

MKB Bank-eladás
- ↑ origo.hu, 2016.04.07: Mindenki az MKB eladásán dolgozott. origo.hu, 2016. április 7. (Hozzáférés: 2016. április 7.)
- ↑ figyelo.hu, 2016.04.07: Minden az MKB eladásról. figyelo.hu, 2016. április 7. [2016. október 11-i dátummal az eredetiből archiválva]. (Hozzáférés: 2016. április 7.)

Magyar Bankholding tranzakció
- ↑ CEE Legal Matters, 2020.12.22: A DLA Piper közreműködik a Magyar Bankholding Zrt. megalakulásában (angol). ceelm.com, 2020. december 22. (Hozzáférés: 2020. december 22.)

## Előadások
1. Előadó a "Befektetési választottbírósági eljárás jövőjéről" konferencián, Nemzetközi Választottbírósági Szövetség (AIA), 2018, Brüsszel
2. A befektetők számára alkalmatlan tőzsdei termékek: szabályozási és felügyeleti megközelítések, Panel Moderátor, IOSCO Konferencia, 2018, Budapest

## Ranglisták és elismerések
- A Best Lawyers által rangsorolt (2014 óta)
- TheLegal500, 2017-2021: "Hall of Fame" listáján rangsorolt
- TheLegal500, 2016-2021: Tőkepiaci jog: "Leading Individual" cím